# Lars Fredrik Nilson
Lars Fredrik Nilson (27 de maig de 1840 - 14 de maig de 1899) va ser un químic suec, professor a la Universitat d'Uppsala i, més tard, director de l'Estació Experimental de Química Agrícola de la Reial Acadèmia Sueca d'Agricultura i Silvicultura d'Estocolm.
Va descobrir l'element escandi el 1879, separant l'òxid d'escandi (III), també conegut com escandi.:550 A més del seu treball sobre la química analítica dels elements i les terres rares, va fer contribucions substancials a l'agricultura sueca, incloent els mètodes de fertilització i la introducció de la remolatxa sucrera com a cultiu.

## Educació
Nilson va néixer a la parròquia de Skönberga a Östergötland, Suècia. Més tard la seva família es va traslladar a l'illa de Gotland, on el seu pare, Nikolaus, era propietari de la granja Rosendal a Follingbo. Durant la seva vida posterior, Lars Fredrik Nilson va conservar una petita propietat a Gotland, que visitava cada any.
Després de graduar-se a l'escola secundària de Wisby a Gotland, Lars Fredrik Nilson es va matricular a la Universitat d'Uppsala el 1859. Allà va estudiar ciències naturals, incloent zoologia i biologia. El seu treball en mineralogia va ser assenyalat pel professor de química a Uppsala, Lars Fredrik Svanberg, un antic alumne de Jöns Jakob Berzelius.
Per obtenir un Doctorat en Filosofia a Suècia, s'esperava que el candidat aprovi una sèrie d'exàmens en totes les àrees d'estudi, incloses les llengües, la història i la filosofia, així com la seva principal àrea d'estudi, en un període determinat. El 1865, just abans que Nilson pogués completar el seu examen final, el seu pare va emmalaltir greument. Nilson va tornar a casa a Gotland, on va assumir la direcció de la granja, treballant als camps segons calia. Quan el seu pare es va recuperar uns mesos després, la collita i la sembra de tardor s'havien completat amb èxit, i Nilson havia instal·lat la primera màquina de batre a motor que s'utilitzaria a Gotland. La pròpia salut de Nilson s'havia beneficiat molt del seu treball a la granja: el jove que havia arribat a casa amb una salut precària s'havia fet molt més fort, i es va convertir en doctor en química el 1866.

## Carrera
El 1866, Nilson es va convertir en professor associat de química a Uppsala, amb les responsabilitats d'assistent en cap i demostrador de química per al laboratori de Svanberg. Era un professor tranquil i pacient, confiant més en les demostracions que en les conferències. Va insistir que un cop acabada la feina del dia, s'havia de deixar enrere i no parlar-ne durant l'oci. Els seus primers treballs es referien principalment als sulfurs, els minerals sulfosals arsènics i l'àcid selenós, ampliant el treball de Berzelius.

### Elements
El 1874 Nilson es va convertir en professor de química general i agrícola a Uppsala. A partir d'aleshores va poder dedicar més temps a la recerca. Va començar a treballar en terres rares com l'euxenita i la gadolinita, utilitzant mètodes de fraccionament successiu introduïts per Nils Johan Berlin. Un dels seus objectius era entendre millor la relació dels elements recentment descoberts amb el sistema periòdic proposat.

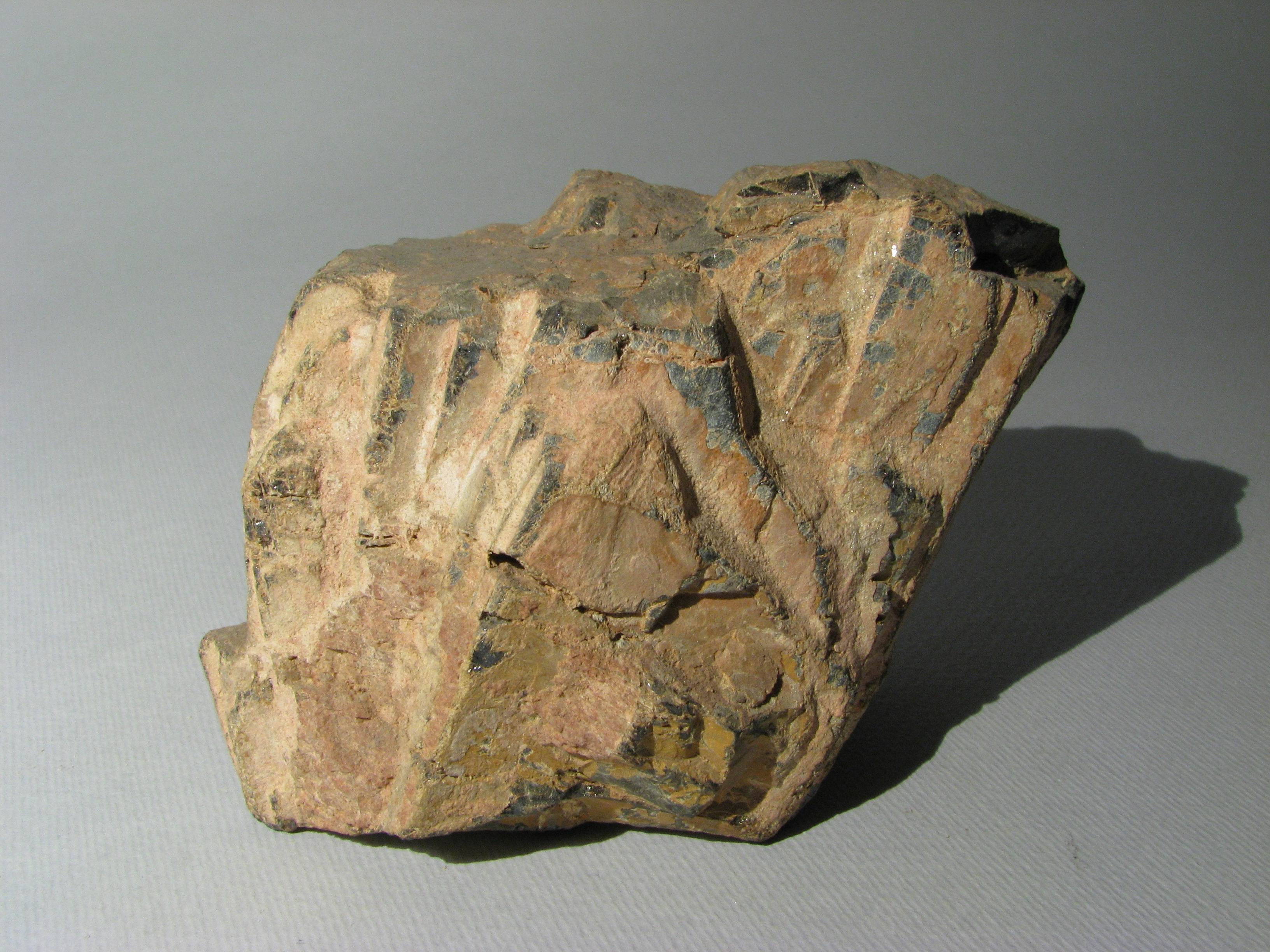
El mineral euxenita.

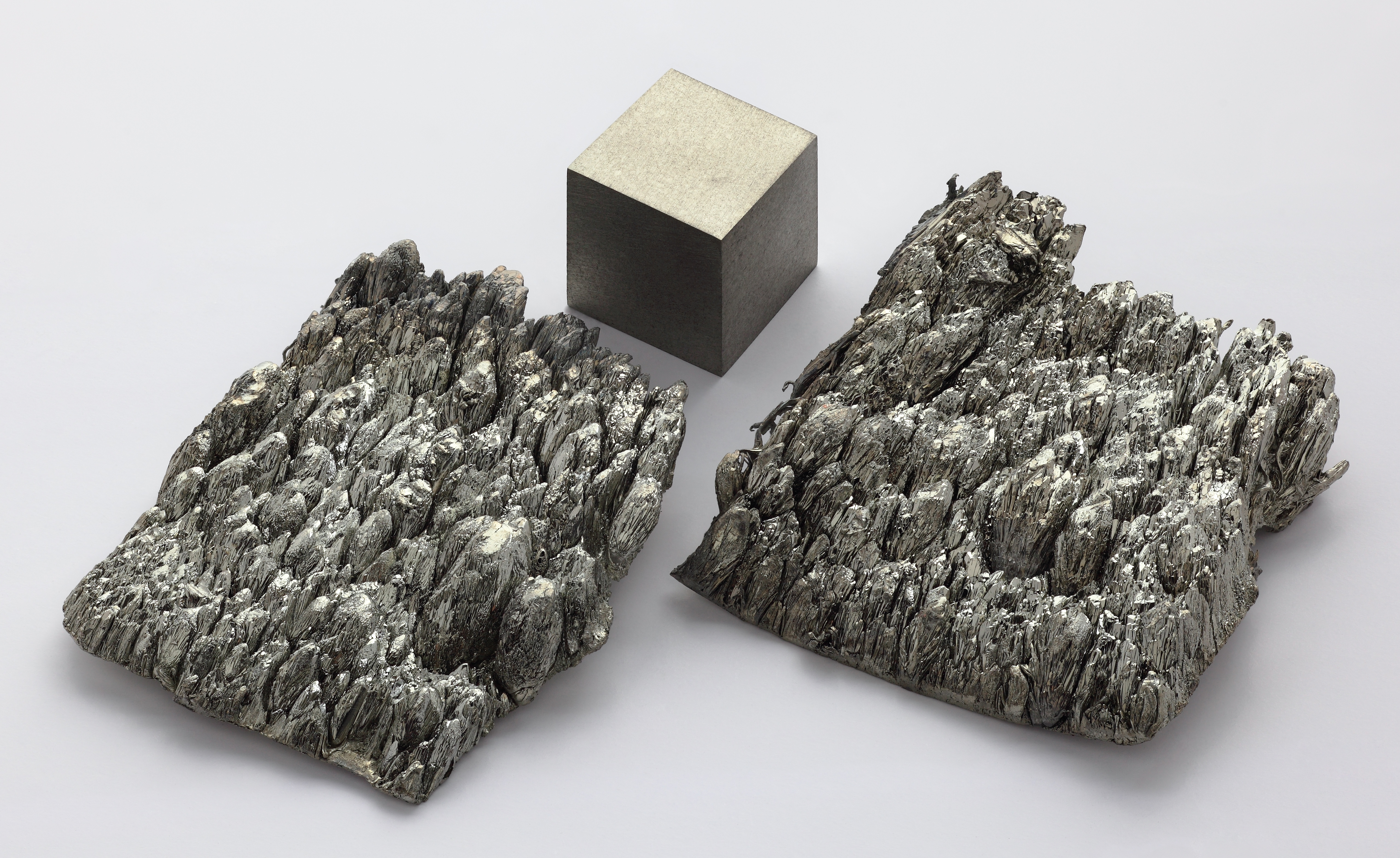
L'element escandi.

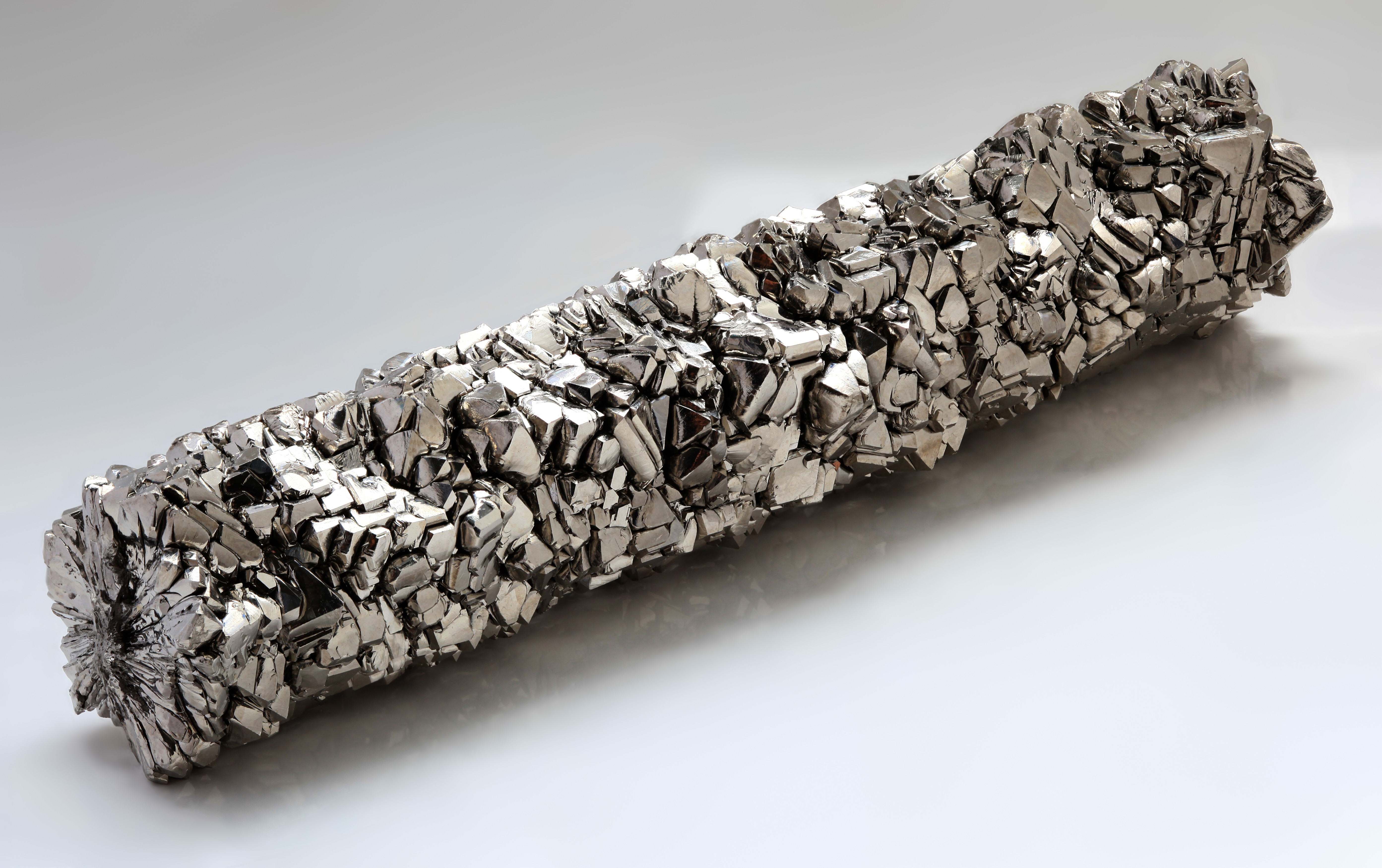
L'element titani.

El 1879 Nilson va separar l'òxid escandia. En fer-ho va descobrir un nou element, l'escandi, que va anomenar per Escandinàvia. El descobriment va tenir una importància especial perquè l'existència d'un element amb aquestes propietats, "ekaboron", havia estat predit per Mendeleiev, basant-se en la seva organització del sistema periòdic.
L'anàlisi espectral de Nilson va indicar un patró de línies no informat prèviament. Per Theodor Cleveva demostrar l'equivalència de l'escandi de Nilson i l'ekaboro hipotètic de Mendeleiev.
Nilson i Sven Otto Pettersson van ser els primers a aïllar el titani metàl·lic en una forma relativament pura, extreint una mostra del 95% pura el 1887. Jöns Jacob Berzelius havia extret el titani metall el 1825, però només en una forma molt impura.
El 1910 Matthew Hunter finalment va poder produir titani metall pur al 99,9%, mitjançant el seu nou procés Hunter.
Nilson també va estudiar la densitat del gas dels metalls que va permetre determinar la valència de diversos metalls.

### Agricultura
Nilson va ser professor de química analítica a Uppsala des de 1878 fins a 1883, quan va esdevenir professor de química de la Reial Acadèmia Sueca d'Agricultura i Silvicultura a Estocolm. Com a químic agrícola i Director de l'Estació Experimental de Química Agrícola, va publicar prop de seixanta articles sobre temes com els sòls i els fems. Com a resultat de les seves investigacions, molts dels pantans de Gothland van ser drenats i conreats. La remolatxa sucrera es va introduir i es va convertir en un cultiu important, ja que els terrenys calcaris eren tractats amb fertilitzants de potassa. També va realitzar estudis sobre la llet de vaca i diverses plantes per al farratge del bestiar.
Nilson va ser escollit membre estranger de la Societat Química de Gran Bretanya el 2 de febrer de 1888. Nilson també va ser membre de diverses altres acadèmies. Va rebre diversos premis, entre ells l'orde de l'Estrella Polar.

### Obres
- Nilson, Lars Fredrik «Sur l'ytterbine, terre nouvelle de M. Marignac». Comptes Rendus, 88, 1879, pàg. 642 – 647. Traducció a l'anglès Arxivat 2008-12-05 a Wayback Machine.
- Nilson, Lars Fredrik «Sur le poids atomique et sur quelques sels caractéristiques du scandium». Comptes Rendus, 91, 1880, pàg. 118 – 121. Traducció a l'anglès Arxivat 2008-12-05 a Wayback Machine.